# سو آن لنگدون
سو آن لنگدون (انگلیسی: Sue Ane Langdon؛ زادهٔ ۸ مارس ۱۹۳۶) یک هنرپیشه اهل ایالات متحده آمریکا است. وی بین سال‌های ۱۹۵۹ تا ۱۹۹۱ میلادی فعالیت می‌کرد.
وی همچنین برنده جوایزی همچون جایزه گلدن گلوب شده است.
او در فیلم یک دیوانگی خوب و زاپ شده! بازی کرده است.